# زگیل سیب‌زمینی
زگیل سیب‌زمینی (نام علمی: Synchytrium endobioticum) نام یک گونه از راسته دیگچه‌ای‌سانان است.